# Liste der Biografien/Adc
Liste der Biografien |
Portal Biografien |
Personensuche
# |
A |
B |
C |
D |
E |
F |
G |
H |
I |
J |
K |
L |
M |
N |
O |
P |
Q |
R |
S |
T |
U |
V |
W |
X |
Y |
Z |
?
 
Aa |
Ab |
Ac |
Ad |
Ae |
Af |
Ag |
Ah |
Ai |
Aj |
Ak |
Al |
Am |
An |
Ao |
Ap |
Aq |
Ar |
As |
At |
Au |
Av |
Aw |
Ax |
Ay |
Az
 
Ada |
Adc |
Add |
Ade |
Adg |
Adh |
Adi |
Adj |
Adk |
Adl |
Adm |
Adn |
Ado |
Adr |
Ads |
Adt |
Adu |
Adv |
Adw |
Ady |
Adz
Die Liste der Biografien führt alle Personen auf, die in der deutschsprachigen Wikipedia einen Artikel haben. Dieses ist eine Teilliste mit 15 Einträgen von Personen, deren Namen mit den Buchstaben „Adc“ beginnt.

## Adc

### Adco
- Adcock, Chris (* 1989), englischer Badmintonspieler
- Adcock, Clarence (1895–1967), US-amerikanischer Generalmajor der US Army
- Adcock, Fleur (* 1934), britisch-neuseeländische Dichterin und Übersetzerin
- Adcock, Frank E. (1886–1968), britischer Althistoriker
- Adcock, Gabrielle (* 1990), englische Badmintonspielerin
- Adcock, Hugh (1903–1975), englischer Fußballspieler
- Adcock, Josiah (1878–1944), englischer Fußballspieler
- Adcock, Liam (* 1996), australischer Weitspringer
- Adcock, Neil (1931–2013), südafrikanischer Cricketspieler
- Adcock, Paul (* 1972), englischer Fußballspieler
- Adcock, Robert (* 1986), englischer Badmintonspieler
- Adcock, Thomas (* 1947), US-amerikanischer Journalist und Krimischriftsteller
- Adcock, Walter (1879–1959), englischer Fußballspieler
- Adcock, Willie (* 1879), englischer Fußballspieler
- Adcocks, Bill (* 1941), britischer Marathonläufer